# 2024년 대한민국 철도 파업
2024년 대한민국 철도 파업은 2024년 12월 5일 전국철도노동조합에서  노사합의 이행 및 임금 체불, 인력충원 등 협상이 결렬되자 반발해 일어난 파업이다.

## 같이 보기
- 수도권고속철도
- 한국철도공사 (코레일)